# Campeonato Brasileño de Fútbol 1983
El Campeonato Brasileño de Serie A 1983 o Copa de Oro 1983, fue la 28ª edición del Campeonato Brasileño de Serie A. El torneo se extendió desde el 23 de enero de 1983 hasta el 29 de mayo del corriente año. El club Flamengo de Río de Janeiro ganó el campeonato, el segundo consecutivo y su tercer título a nivel nacional.
Para este torneo se mantuvo el formato de los dos campeonatos pasados, por tercer año consecutivo se mantuvo el acceso directo de los 4 clubes de la primera fase de la Copa de Plata para la segunda fase de la Copa de Oro. Esta vez, los beneficiarios fueron Guarani de Campinas, Botafogo de Ribeirão Preto, America-RJ y Uberaba.
El campeón de la Copa de Plata 1983 fue el Juventus-SP, y el subcampeón el CSA Alagoas.

## Sistema de competición
Primera fase: 40 clubes participantes son divididos en ocho grupos de cinco equipos cada uno, clasificando los tres primeros de cada zona a segunda fase.
Segunda fase: A los 28 clubes clasificados de primera fase, se suman 4 clubes de la Copa de Plata. Los 32 clubes se dividen en ocho grupos de cuatro equipos cada uno, clasificando los dos primeros de cada grupo a tercera fase.
Tercera fase: Los 16 clubes se dividen en cuatro grupos de cuatro equipos cada uno, clasificando los dos primeros de cada grupo a cuartos de final.
Fase final: Cuartos de final, semifinales y final a doble partido.

## Primera fase
- Clasifican los 3 primeros de cada grupo a segunda fase, el cuarto clasificado de cada zona disputa una ronda de repechaje.

### Grupo A
| Pos | Equipo                | Pts | PJ | PG | PE | PP | GF | GC | Dif |
| --- | --------------------- | --- | -- | -- | -- | -- | -- | -- | --- |
| 1   | Santos                | 13  | 8  | 6  | 1  | 1  | 17 | 8  | +9  |
| 2   | Flamengo              | 10  | 8  | 5  | 2  | 1  | 24 | 11 | +13 |
| 3   | Rio Negro-AM          | 6   | 8  | 2  | 2  | 4  | 4  | 15 | -11 |
| 4   | Paysandu              | 5   | 8  | 2  | 1  | 5  | 12 | 15 | -3  |
| 5   | Moto Club de São Luís | 4   | 8  | 0  | 4  | 4  | 6  | 14 | -8  |

### Grupo B
| Pos | Equipo              | Pts | PJ | PG | PE | PP | GF | GC | Dif |
| --- | ------------------- | --- | -- | -- | -- | -- | -- | -- | --- |
| 1   | Ponte Preta         | 10  | 8  | 4  | 2  | 2  | 12 | 9  | +3  |
| 2   | Grêmio              | 9   | 8  | 3  | 3  | 2  | 10 | 5  | +5  |
| 3   | Atlético Paranaense | 8   | 8  | 3  | 2  | 3  | 12 | 11 | +1  |
| 4   | Campo Grande-RJ     | 7   | 8  | 2  | 3  | 3  | 5  | 9  | -4  |
| 5   | Joinville           | 6   | 8  | 2  | 2  | 4  | 7  | 12 | -5  |

### Grupo C
| Pos | Equipo           | Pts | PJ | PG | PE | PP | GF | GC | Dif |
| --- | ---------------- | --- | -- | -- | -- | -- | -- | -- | --- |
| 1   | São Paulo        | 13  | 8  | 5  | 3  | 0  | 13 | 1  | +12 |
| 2   | América de Natal | 9   | 8  | 4  | 1  | 3  | 7  | 9  | -2  |
| 3   | Sergipe          | 8   | 8  | 3  | 2  | 3  | 9  | 12 | -3  |
| 4   | Sport Recife     | 7   | 8  | 2  | 3  | 3  | 10 | 10 | 0   |
| 5   | Galícia-BA       | 3   | 8  | 0  | 3  | 5  | 2  | 9  | -7  |

### Grupo D
| Pos | Equipo      | Pts | PJ | PG | PE | PP | GF | GC | Dif |
| --- | ----------- | --- | -- | -- | -- | -- | -- | -- | --- |
| 1   | Corinthians | 12  | 8  | 6  | 0  | 2  | 25 | 10 | +15 |
| 2   | Fluminense  | 9   | 8  | 4  | 1  | 3  | 13 | 7  | +6  |
| 3   | Tiradentes  | 9   | 8  | 4  | 1  | 3  | 11 | 21 | -10 |
| 4   | CSA Alagoas | 6   | 8  | 2  | 2  | 4  | 12 | 12 | 0   |
| 5   | Fortaleza   | 4   | 8  | 0  | 4  | 4  | 6  | 17 | -11 |

### Grupo E
| Pos | Equipo       | Pts | PJ | PG | PE | PP | GF | GC | Dif |
| --- | ------------ | --- | -- | -- | -- | -- | -- | -- | --- |
| 1   | Palmeiras    | 14  | 8  | 6  | 2  | 0  | 17 | 2  | +15 |
| 2   | Comercial-MS | 10  | 8  | 4  | 2  | 2  | 9  | 7  | +2  |
| 3   | Bahia        | 8   | 8  | 3  | 2  | 3  | 7  | 9  | -2  |
| 4   | Goiás        | 5   | 8  | 2  | 1  | 5  | 7  | 12 | -5  |
| 5   | Mixto        | 3   | 8  | 1  | 1  | 6  | 7  | 17 | -10 |

### Grupo F
| Pos | Equipo           | Pts | PJ | PG | PE | PP | GF | GC | Dif |
| --- | ---------------- | --- | -- | -- | -- | -- | -- | -- | --- |
| 1   | América-RJ       | 13  | 8  | 6  | 1  | 1  | 17 | 7  | +10 |
| 2   | Atlético Mineiro | 12  | 8  | 5  | 2  | 1  | 13 | 5  | +8  |
| 3   | Vila Nova-GO     | 7   | 8  | 3  | 1  | 4  | 9  | 10 | -1  |
| 4   | Juventus-SP      | 5   | 8  | 1  | 3  | 4  | 5  | 10 | -5  |
| 5   | Rio Branco-ES    | 3   | 8  | 1  | 1  | 6  | 5  | 16 | -12 |

### Grupo G
| Pos | Equipo        | Pts | PJ | PG | PE | PP | GF | GC | Dif |
| --- | ------------- | --- | -- | -- | -- | -- | -- | -- | --- |
| 1   | Ferroviária   | 12  | 8  | 5  | 2  | 1  | 10 | 4  | +6  |
| 2   | Colorado-PR   | 10  | 8  | 4  | 2  | 2  | 9  | 4  | +5  |
| 3   | Internacional | 8   | 8  | 3  | 2  | 3  | 6  | 6  | 0   |
| 4   | Botafogo      | 6   | 8  | 2  | 2  | 4  | 7  | 9  | -2  |
| 5   | Brasília      | 4   | 8  | 1  | 2  | 5  | 5  | 14 | -9  |

### Grupo H
| Pos | Equipo         | Pts | PJ | PG | PE | PP | GF | GC | Dif |
| --- | -------------- | --- | -- | -- | -- | -- | -- | -- | --- |
| 1   | Náutico Recife | 12  | 8  | 5  | 2  | 1  | 20 | 7  | +13 |
| 2   | Vasco da Gama  | 12  | 8  | 4  | 4  | 0  | 14 | 4  | +10 |
| 3   | Cruzeiro       | 11  | 8  | 4  | 3  | 1  | 14 | 7  | +7  |
| 4   | Ferroviário    | 3   | 8  | 1  | 1  | 6  | 5  | 17 | -12 |
| 5   | Treze          | 2   | 8  | 1  | 0  | 7  | 7  | 25 | -18 |

## Repechaje
- Clasifican los 4 ganadores a segunda fase.
| Local          | resultado | Visita          |
| -------------- | --------- | --------------- |
| Paysandu Belém | 1 – 3     | Campo Grande-RJ |
| Sport Recife   | 2 – 1     | CSA Alagoas     |
| Goiás          | 3 – 2     | Juventus-SP     |
| Botafogo       | 3 – 1     | Ferroviário-CE  |

## Segunda fase
- Clasifican los 2 primeros de cada grupo a tercera fase.

### Grupo I
| Pos | Equipo              | Pts | PJ | PG | PE | PP | GF | GC | Dif |
| --- | ------------------- | --- | -- | -- | -- | -- | -- | -- | --- |
| 1   | Santos              | 8   | 6  | 2  | 4  | 0  | 15 | 7  | +8  |
| 2   | Guarani de Campinas | 8   | 6  | 2  | 4  | 0  | 9  | 6  | +3  |
| 3   | Cruzeiro            | 6   | 6  | 2  | 2  | 2  | 7  | 10 | -3  |
| 4   | Comercial-MS        | 2   | 6  | 0  | 2  | 4  | 7  | 15 | -8  |

### Grupo J
| Pos | Equipo           | Pts | PJ | PG | PE | PP | GF | GC | Dif |
| --- | ---------------- | --- | -- | -- | -- | -- | -- | -- | --- |
| 1   | Atlético Mineiro | 8   | 6  | 3  | 2  | 1  | 11 | 7  | +4  |
| 2   | Sport Recife     | 6   | 6  | 2  | 2  | 2  | 7  | 6  | +1  |
| 3   | Internacional    | 6   | 6  | 2  | 2  | 2  | 7  | 7  | 0   |
| 4   | Ponte Preta      | 4   | 6  | 1  | 2  | 3  | 6  | 11 | -5  |

### Grupo K
| Pos | Equipo       | Pts | PJ | PG | PE | PP | GF | GC | Dif |
| --- | ------------ | --- | -- | -- | -- | -- | -- | -- | --- |
| 1   | São Paulo    | 11  | 6  | 5  | 1  | 0  | 21 | 4  | +17 |
| 2   | Colorado-PR  | 7   | 6  | 3  | 1  | 2  | 8  | 12 | -4  |
| 3   | Uberaba-MG   | 3   | 6  | 1  | 1  | 4  | 9  | 14 | -5  |
| 4   | Vila Nova-GO | 3   | 6  | 1  | 1  | 4  | 5  | 13 | -8  |

### Grupo L
| Pos | Equipo          | Pts | PJ | PG | PE | PP | GF | GC | Dif |
| --- | --------------- | --- | -- | -- | -- | -- | -- | -- | --- |
| 1   | Corinthians     | 8   | 6  | 2  | 4  | 0  | 7  | 3  | +4  |
| 2   | Vasco da Gama   | 6   | 6  | 1  | 4  | 1  | 6  | 5  | +1  |
| 3   | Bahia           | 6   | 6  | 1  | 4  | 1  | 3  | 3  | 0   |
| 4   | Campo Grande-RJ | 4   | 6  | 1  | 2  | 3  | 5  | 10 | -5  |

### Grupo M
| Pos | Equipo       | Pts | PJ | PG | PE | PP | GF | GC | Dif |
| --- | ------------ | --- | -- | -- | -- | -- | -- | -- | --- |
| 1   | Palmeiras    | 9   | 6  | 3  | 3  | 0  | 17 | 5  | +12 |
| 2   | Flamengo     | 8   | 6  | 3  | 2  | 1  | 12 | 7  | +5  |
| 3   | Americano-RJ | 6   | 6  | 1  | 4  | 1  | 5  | 7  | -2  |
| 4   | Tiradentes   | 1   | 6  | 0  | 1  | 5  | 2  | 17 | -15 |

### Grupo N
| Pos | Equipo     | Pts | PJ | PG | PE | PP | GF | GC | Dif |
| --- | ---------- | --- | -- | -- | -- | -- | -- | -- | --- |
| 1   | América-RJ | 8   | 6  | 3  | 2  | 1  | 12 | 10 | +2  |
| 2   | Grêmio     | 7   | 6  | 2  | 3  | 1  | 13 | 7  | +6  |
| 3   | Botafogo   | 7   | 6  | 2  | 3  | 1  | 12 | 7  | +5  |
| 4   | Sergipe    | 2   | 6  | 1  | 0  | 5  | 9  | 22 | -13 |

### Grupo O
| Pos | Equipo                  | Pts | PJ | PG | PE | PP | GF | GC | Dif |
| --- | ----------------------- | --- | -- | -- | -- | -- | -- | -- | --- |
| 1   | Ferroviária             | 9   | 6  | 3  | 3  | 0  | 10 | 3  | +7  |
| 2   | Atlético Paranaense     | 8   | 6  | 3  | 2  | 1  | 8  | 5  | +3  |
| 3   | Botafogo Ribeirao Preto | 7   | 6  | 3  | 1  | 2  | 4  | 3  | +1  |
| 4   | América de Natal        | 0   | 6  | 0  | 0  | 6  | 4  | 15 | -11 |

### Grupo P
| Pos | Equipo         | Pts | PJ | PG | PE | PP | GF | GC | Dif |
| --- | -------------- | --- | -- | -- | -- | -- | -- | -- | --- |
| 1   | Goiás          | 8   | 6  | 3  | 2  | 1  | 5  | 5  | 0   |
| 2   | Náutico Recife | 7   | 6  | 3  | 1  | 2  | 12 | 5  | +7  |
| 3   | Fluminense     | 6   | 6  | 2  | 2  | 2  | 6  | 5  | +1  |
| 4   | Rio Negro-AM   | 3   | 6  | 1  | 1  | 4  | 4  | 12 | -8  |

## Tercera fase
- Clasifican los dos primeros de cada grupo a cuartos de final.

### Grupo Q
| Pos | Equipo         | Pts | PJ | PG | PE | PP | GF | GC | Dif |
| --- | -------------- | --- | -- | -- | -- | -- | -- | -- | --- |
| 1   | Santos         | 8   | 6  | 3  | 2  | 1  | 7  | 6  | +1  |
| 2   | Vasco da Gama  | 7   | 6  | 2  | 3  | 1  | 7  | 5  | +2  |
| 3   | Palmeiras      | 5   | 6  | 1  | 3  | 2  | 10 | 8  | +2  |
| 4   | Náutico Recife | 4   | 6  | 1  | 2  | 3  | 7  | 12 | -5  |

### Grupo R
| Pos | Equipo              | Pts | PJ | PG | PE | PP | GF | GC | Dif |
| --- | ------------------- | --- | -- | -- | -- | -- | -- | -- | --- |
| 1   | Atlético Mineiro    | 11  | 6  | 5  | 1  | 0  | 12 | 3  | +9  |
| 2   | Atlético Paranaense | 6   | 6  | 2  | 2  | 2  | 7  | 8  | -1  |
| 3   | Colorado-PR         | 4   | 6  | 2  | 0  | 4  | 8  | 13 | -5  |
| 4   | América-RJ          | 3   | 6  | 1  | 1  | 4  | 11 | 14 | -3  |

### Grupo S
| Pos | Equipo       | Pts | PJ | PG | PE | PP | GF | GC | Dif |
| --- | ------------ | --- | -- | -- | -- | -- | -- | -- | --- |
| 1   | São Paulo    | 7   | 6  | 3  | 1  | 2  | 12 | 9  | +3  |
| 2   | Sport Recife | 7   | 6  | 2  | 3  | 1  | 14 | 11 | +3  |
| 3   | Grêmio       | 7   | 6  | 3  | 1  | 2  | 9  | 7  | +2  |
| 4   | Ferroviária  | 3   | 6  | 1  | 1  | 4  | 7  | 15 | -8  |

### Grupo T
| Pos | Equipo              | Pts | PJ | PG | PE | PP | GF | GC | Dif |
| --- | ------------------- | --- | -- | -- | -- | -- | -- | -- | --- |
| 1   | Flamengo            | 8   | 6  | 3  | 2  | 1  | 11 | 6  | +5  |
| 2   | Goiás               | 7   | 6  | 2  | 3  | 1  | 7  | 7  | 0   |
| 3   | Corinthians         | 6   | 6  | 2  | 2  | 2  | 10 | 10 | 0   |
| 4   | Guarani de Campinas | 3   | 6  | 0  | 3  | 3  | 3  | 8  | -5  |

## Fase final
|  | Cuartos de final  | Cuartos de final | Cuartos de final    |   |          | Semifinales | Semifinales | Semifinales |  |        | Final | Final | Final |  |
|  |                   |                  |                     |   |          |             |             |             |  |        |       |       |       |  |
|  |                   |                  |                     |   |          |             |             |             |  |        |       |       |       |  |
|  | Goiás             | 0                | 2                   |   |          |             |             |             |  |        |       |       |       |  |
|  | Goiás             | 0                | 2                   |   |          |             |             |             |  |        |       |       |       |  |
|  | Santos            | 0                | 2                   |   |          |             |             |             |  |        |       |       |       |  |
|  | Santos            | 0                | 2                   |   | Santos   | 2           | 0           |             |  |        |       |       |       |  |
|  |                   |                  |                     |   | Santos   | 2           | 0           |             |  |        |       |       |       |  |
|  |                   |                  | Atlético Mineiro    | 1 | 0        |             |             |             |  |        |       |       |       |  |
|  | Sport Recife      | 0                | Atlético Mineiro    | 1 | 0        | 1           |             |             |  |        |       |       |       |  |
|  | Sport Recife      | 0                |                     |   |          |             |             |             |  |        |       |       |       |  |
|  | Atlético Mineiro  | 0                | 4                   |   |          |             |             |             |  |        |       |       |       |  |
|  | Atlético Mineiro  | 0                | 4                   |   |          |             |             |             |  | Santos | 2     | 0     |       |  |
|  |                   |                  |                     |   |          |             |             |             |  | Santos | 2     | 0     |       |  |
|  |                   |                  | Flamengo            | 1 | 3        |             |             |             |  |        |       |       |       |  |
|  | Vasco da Gama     | 1                | Flamengo            | 1 | 3        | 1           |             |             |  |        |       |       |       |  |
|  | Vasco da Gama     | 1                |                     |   |          |             |             |             |  |        |       |       |       |  |
|  | Flamengo          | 2                | 1                   |   |          |             |             |             |  |        |       |       |       |  |
|  | Flamengo          | 2                | 1                   |   | Flamengo | 3           | 0           |             |  |        |       |       |       |  |
|  |                   |                  |                     |   | Flamengo | 3           | 0           |             |  |        |       |       |       |  |
|  |                   |                  | Atlético Paranaense | 0 | 2        |             |             |             |  |        |       |       |       |  |
|  | Atlét. Paranaense | 2                | Atlético Paranaense | 0 | 2        | 1           |             |             |  |        |       |       |       |  |
|  | Atlét. Paranaense | 2                |                     |   |          |             |             |             |  |        |       |       |       |  |
|  | São Paulo         | 1                | 0                   |   |          |             |             |             |  |        |       |       |       |  |
|  | São Paulo         | 1                | 0                   |   |          |             |             |             |  |        |       |       |       |  |
|  |                   |                  |                     |   |          |             |             |             |  |        |       |       |       |  |

### Final
| 22 de mayo de 1983 | Santos                          | 2 – 1   | Flamengo     | Estadio Morumbi, São Paulo,                                       |                                                                   |
|                    | Pita 25' · Serginho Chulapa 63' | Reporte | Baltazar 67' | Asistencia: 114,481 espectadores Árbitro(s): José de Assis Aragão | Asistencia: 114,481 espectadores Árbitro(s): José de Assis Aragão |

| 29 de mayo de 1983 | Flamengo                           | 3 – 0   | Santos | Estadio Maracanã, Río de Janeiro,                                 |                                                                   |
|                    | Zico 1' · Leandro 39' · Adílio 89' | Reporte |        | Asistencia: 155,523 espectadores Árbitro(s): Arnaldo Cézar Coelho | Asistencia: 155,523 espectadores Árbitro(s): Arnaldo Cézar Coelho |

- Flamengo y Santos, campeón y subcampeón respectivamente, clasifican a Copa Libertadores 1984.

|                                      |
| Bandera del estado de Río de Janeiro |
| Campeón C. R. Flamengo 3.er título   |

## Posiciones finales
- Dos puntos por victoria.
| Pos | Equipo                  | Pts | PJ | PG | PE | PP | GF | GC | Dif  |
| --- | ----------------------- | --- | -- | -- | -- | -- | -- | -- | ---- |
| 1   | Flamengo                | 35  | 26 | 14 | 7  | 5  | 57 | 30 | 27   |
| 2   | Santos                  | 36  | 26 | 13 | 10 | 3  | 45 | 28 | 17   |
| 3   | Atlético Mineiro        | 35  | 24 | 14 | 7  | 3  | 41 | 18 | 23   |
| 4   | Atlético Paranaense     | 28  | 24 | 11 | 6  | 7  | 32 | 28 | 4    |
| 5   | São Paulo               | 31  | 22 | 13 | 5  | 4  | 47 | 17 | 30   |
| 6   | Vasco da Gama           | 26  | 22 | 7  | 12 | 3  | 29 | 17 | 12   |
| 7   | Goiás                   | 22  | 22 | 7  | 8  | 7  | 21 | 26 | - 5  |
| 8   | Sport Recife            | 21  | 22 | 7  | 7  | 8  | 27 | 27 | 0    |
| 9   | Palmeiras               | 28  | 20 | 10 | 8  | 2  | 44 | 15 | 29   |
| 10  | Corinthians             | 26  | 20 | 10 | 6  | 4  | 42 | 23 | 19   |
| 11  | América-RJ              | 24  | 20 | 10 | 4  | 6  | 40 | 31 | 9    |
| 12  | Ferroviária             | 24  | 20 | 9  | 6  | 5  | 27 | 22 | 5    |
| 13  | Náutico Recife          | 23  | 20 | 9  | 5  | 6  | 39 | 24 | 15   |
| 14  | Grêmio                  | 23  | 20 | 7  | 9  | 4  | 37 | 23 | 14   |
| 15  | Colorado-PR             | 21  | 20 | 9  | 3  | 8  | 25 | 29 | - 4  |
| 16  | Guarani de Campinas     | 11  | 12 | 2  | 7  | 3  | 12 | 14 | - 2  |
| 17  | Cruzeiro                | 17  | 14 | 6  | 5  | 3  | 21 | 17 | 4    |
| 18  | Fluminense              | 15  | 14 | 6  | 3  | 5  | 19 | 12 | 7    |
| 19  | Internacional           | 14  | 14 | 5  | 4  | 5  | 13 | 13 | 0    |
| 20  | Ponte Preta             | 14  | 14 | 5  | 4  | 5  | 18 | 20 | - 2  |
| 21  | Bahia                   | 14  | 14 | 4  | 6  | 4  | 10 | 12 | - 2  |
| 22  | Botafogo                | 13  | 14 | 4  | 5  | 5  | 19 | 16 | 3    |
| 23  | Comercial-MS            | 12  | 14 | 4  | 4  | 6  | 16 | 22 | - 6  |
| 24  | Campo Grande-RJ         | 11  | 14 | 3  | 5  | 6  | 10 | 19 | - 9  |
| 25  | Vila Nova-GO            | 10  | 14 | 4  | 2  | 8  | 14 | 23 | - 9  |
| 26  | Sergipe                 | 10  | 14 | 4  | 2  | 8  | 18 | 34 | - 16 |
| 27  | Tiradentes-DF           | 10  | 14 | 4  | 2  | 8  | 13 | 38 | - 25 |
| 28  | América de Natal        | 9   | 14 | 4  | 1  | 9  | 11 | 24 | - 13 |
| 29  | Rio Negro-AM            | 9   | 14 | 3  | 3  | 8  | 8  | 27 | - 19 |
| 30  | Botafogo Ribeirao Preto | 7   | 6  | 3  | 1  | 2  | 4  | 3  | 1    |
| 31  | Americano-RJ            | 6   | 6  | 1  | 4  | 1  | 5  | 7  | - 2  |
| 32  | Uberaba-MG              | 3   | 6  | 1  | 1  | 4  | 9  | 14 | - 5  |
| 33  | CSA Alagoas             | 6   | 8  | 2  | 2  | 4  | 12 | 12 | 0    |
| 34  | Paysandu                | 5   | 8  | 2  | 1  | 5  | 12 | 15 | - 3  |
| 35  | Juventus-SP             | 5   | 8  | 1  | 3  | 4  | 5  | 10 | - 5  |
| 36  | Ferroviário-CE          | 3   | 8  | 1  | 1  | 6  | 5  | 17 | - 12 |
| 37  | Joinville               | 6   | 8  | 2  | 2  | 4  | 7  | 12 | - 5  |
| 38  | Brasília                | 4   | 8  | 1  | 2  | 5  | 5  | 14 | - 9  |
| 39  | Moto Club de São Luís   | 4   | 8  | 0  | 4  | 4  | 6  | 14 | - 8  |
| 40  | Fortaleza               | 4   | 8  | 0  | 4  | 4  | 6  | 17 | - 11 |
| 41  | Mixto                   | 3   | 8  | 1  | 1  | 6  | 7  | 17 | - 10 |
| 42  | Rio Branco-ES           | 3   | 8  | 1  | 1  | 6  | 4  | 16 | - 12 |
| 43  | Galícia-BA              | 3   | 8  | 0  | 3  | 5  | 2  | 9  | - 7  |
| 44  | Treze                   | 2   | 8  | 1  | 0  | 7  | 7  | 25 | - 18 |

## Goleadores
| Pos. | Jugador          | Club                | Goles |
| ---- | ---------------- | ------------------- | ----- |
| 1    | Serginho Chulapa | Santos              | 22    |
| 2    | Careca           | Sao Paulo           | 17    |
| 2    | Zico             | Flamengo            | 17    |
| 4    | Sócrates         | Corinthians         | 15    |
| 5    | Luisinho         | America-RJ          | 14    |
| 6    | Baltazar         | Flamengo            | 13    |
| 6    | Renato           | Sao Paulo           | 13    |
| 6    | Washington       | Atlético Paranaense | 13    |
| 9    | Baiano           | Náutico Recife      | 12    |
| 9    | Tita             | Gremio              | 12    |